# Acutocapillitium
Acutocapillitium es un género de hongos que es tentativamente colocado en la familia Agaricaceae; sus relaciones filogenéticas a otros géneros en la familia no son bien conocidos. El género contiene tres especies encontradas en América tropical.